# Marius Engalière
Marius Engalière, né à Marseille le 8 août 1824 et mort à Paris le 17 mars 1857, est un peintre français.

## Biographie
Marius Engalière, issu d'une famille d'artisans, montre dès son plus jeune âge des dispositions pour le dessin. Il suit les cours d'Augustin Aubert à l'école gratuite de dessin de Marseille et se forme dans l'atelier du décorateur Bertrand. Vers 1845, il va à Paris où il est accueilli par Cicéri, un habile décorateur. Il est ensuite mobilisé et incorporé dans un régiment d'artillerie à Toulouse. Sitôt démobilisé, il réalise sa première exposition à Toulouse en 1850. Il se fait une réputation méritée et, après avoir réalisé quelques économies, il part en Espagne dans les provinces les plus reculées, explorant les sites les plus pittoresques et sauvages. Ce voyage lui inspire plusieurs œuvres qu'il expose aux Salons de Paris de 1853 à 1857. Il part ensuite en Italie, en Algérie et au Proche-Orient. De retour à Paris il meurt brutalement d'une apoplexie foudroyante le 16 mars 1857.

## Œuvres dans les collections publiques
- Castres, musée Goya :
  - Village de la région d'Elche, gouache marouflée, 30 × 51 cm[3].
- Marseille, musée des beaux-arts :
  - Vue générale de Grenade, 1854, huile sur toile, 130 × 210 cm[4] ;
  - Vue de Milan[5] ;
  - Vue de ville[6].
- Paris, Musée du quai Branly - Jacques-Chirac : Souvenir du Maroc, gouache sur carton[7]
- Toulon, musée d'art :
  - Vue Générale de Grenade prise sur la route de Malaga, huile sur toile, 45 × 64 cm, ce tableau est la réplique en format plus réduit de celui du musée des beaux-arts de Marseille[2].
- Bagnères-de-Bigorre
  - Plusieurs fresques murales dans l'ancienne église des Carmes (maintenant chapelle de l'hôpital de Bagnères-de-Bigorre) représentant l'annonciation et le don du scapulaire à Saint Simon Stock (signé et daté 1856)
  - Musée Salies : Ville d'Orient, gouache (21 × 40 cm)

## Galerie

Œuvres de Marius Engalière
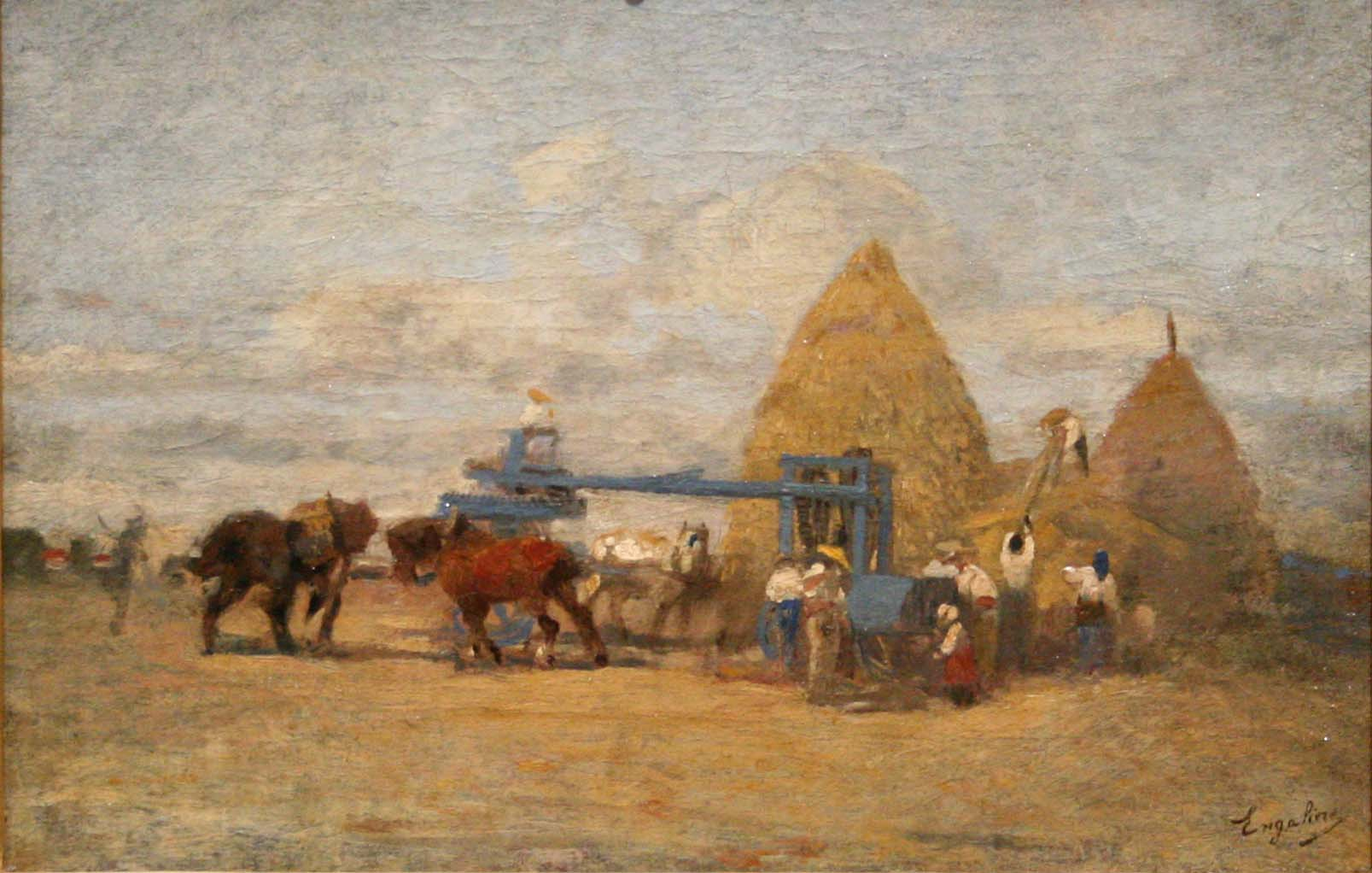
La Moisson, musée des beaux-arts de Marseille.
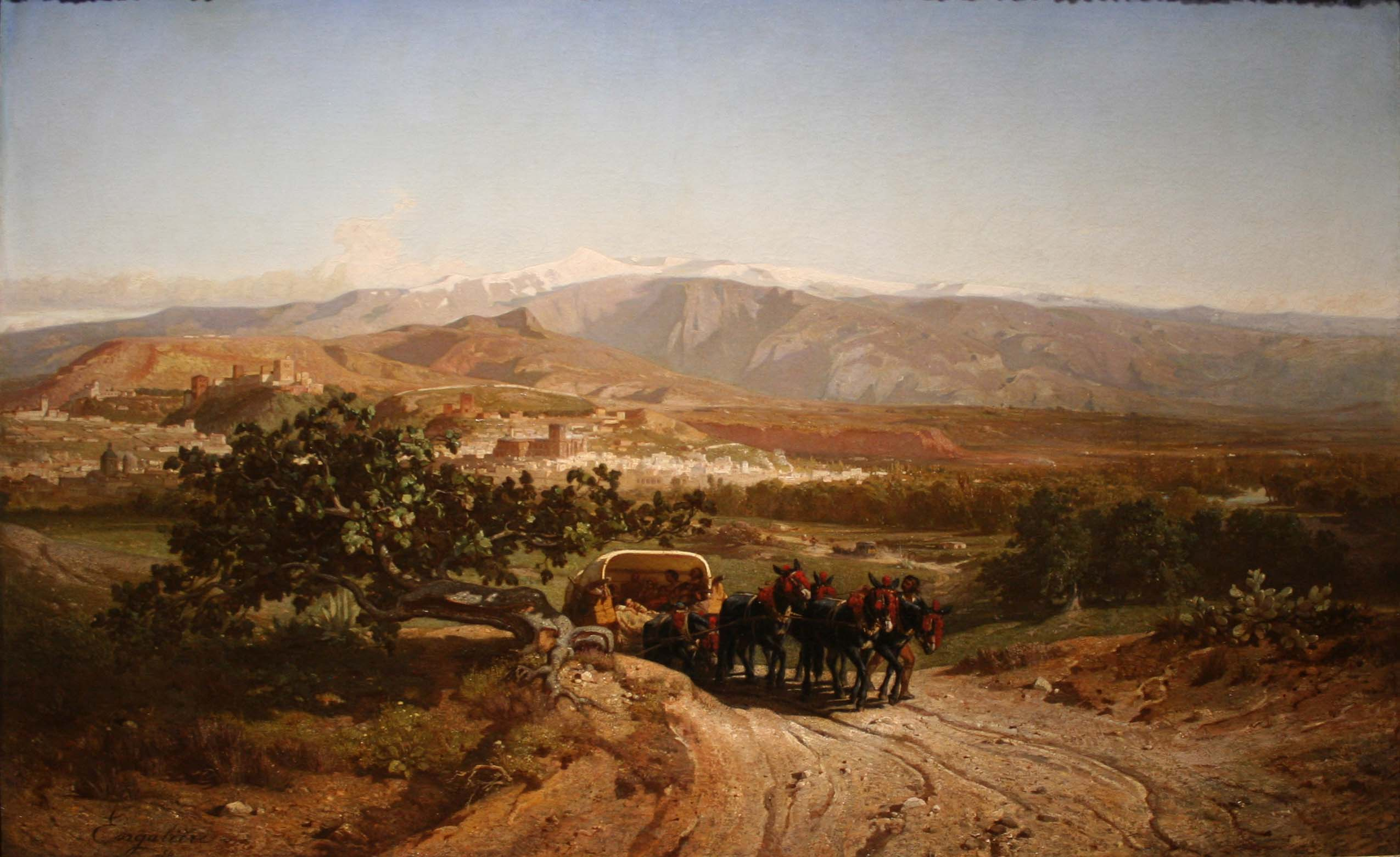
Vue générale de Grenade (1854), musée des beaux-arts de Marseille.
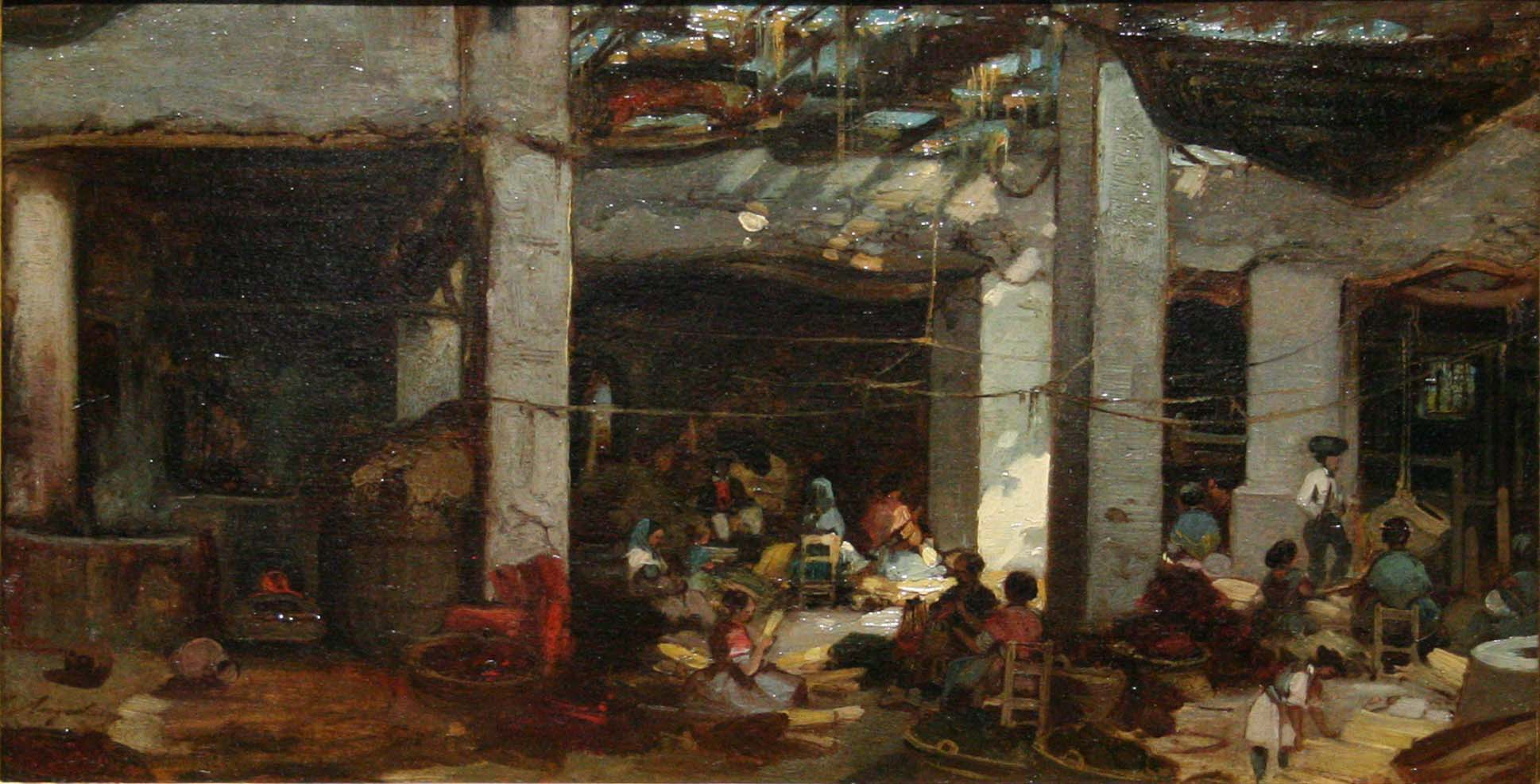
La Sparterie, musée des beaux-arts de Marseille.
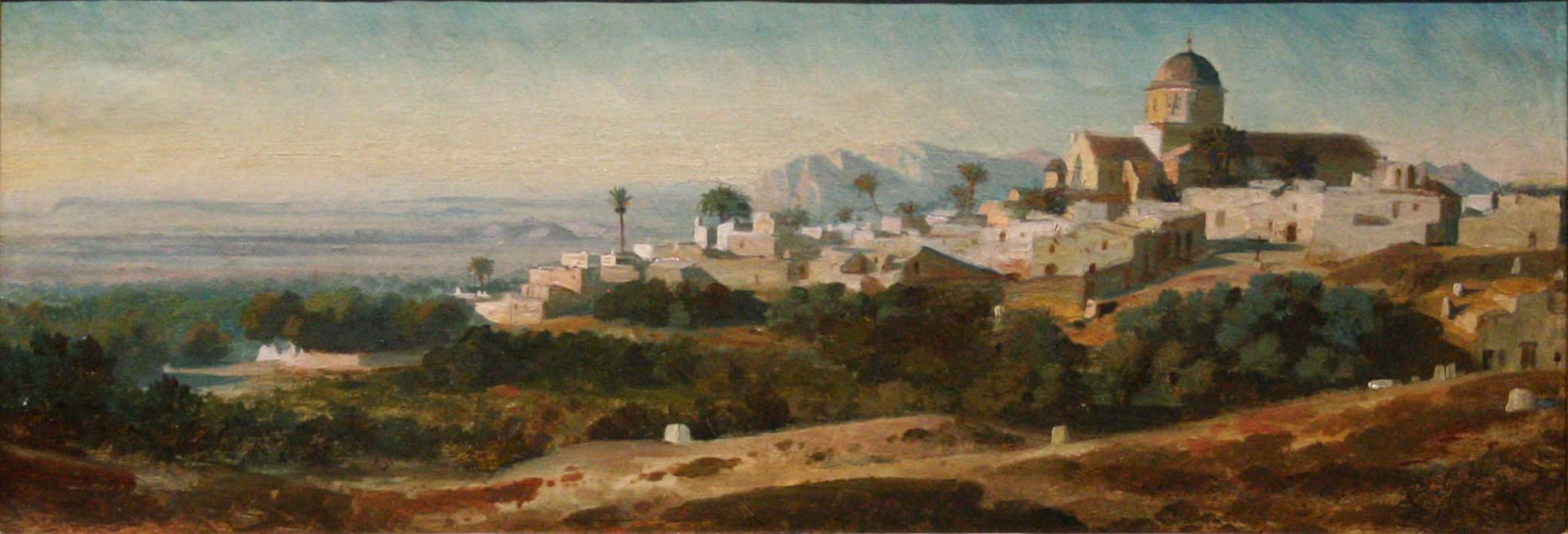
Vue d'un village au sud de l'Espagne, musée des beaux-arts de Marseille.

## Hommage
La ville de Marseille a donné le nom d'Engalière à une place où se situe l'église Sainte-Eusébie dans le quartier de Montredon.